# Blue (album de Simply Red)
Pour les articles homonymes, voir Blue.
Albums de Simply Red
Life Love and the Russian Winter
Singles
- Night Nurse
- Say You Love Me
- The Air That I Breathe
- Ghetto Girl
- Mellow My Mind
- To Be Freemodifier

Blue est le sixième album de Simply Red.

## Liste des titres
- 1 : Mellow My Mind — 3:55
- 2 : Blue — 4:38
- 3 : Say You Love Me — 3:43
- 4 : To Be Free — 4:04
- 5 : The Air That I Breathe — 4:24
- 6 : Someday In My Life — 4:03
- 7 : The Air That I Breathe (Reprise) — 4:35
- 8 : Broken Man — 3:34
- 9 : Come Get Me Angel — 4:02
- 10 : Night Nurse — 3:57
- 11 : Love Has Said Goodbye Again — 3:14
- 12 : High Fives — 2:50

## Singles
- Night Nurse (Remix) — Night Nurse
- Say You Love Me — So Jungiful
- The Air That I Breathe — Tu Sei Dentro Di Me (Someday In My Life) — Lives And Loves (Live)
- Ghetto Girl
- Mellow My Mind
- To Be Free — Blue — To Be Free (Remix)